# Японская живопись

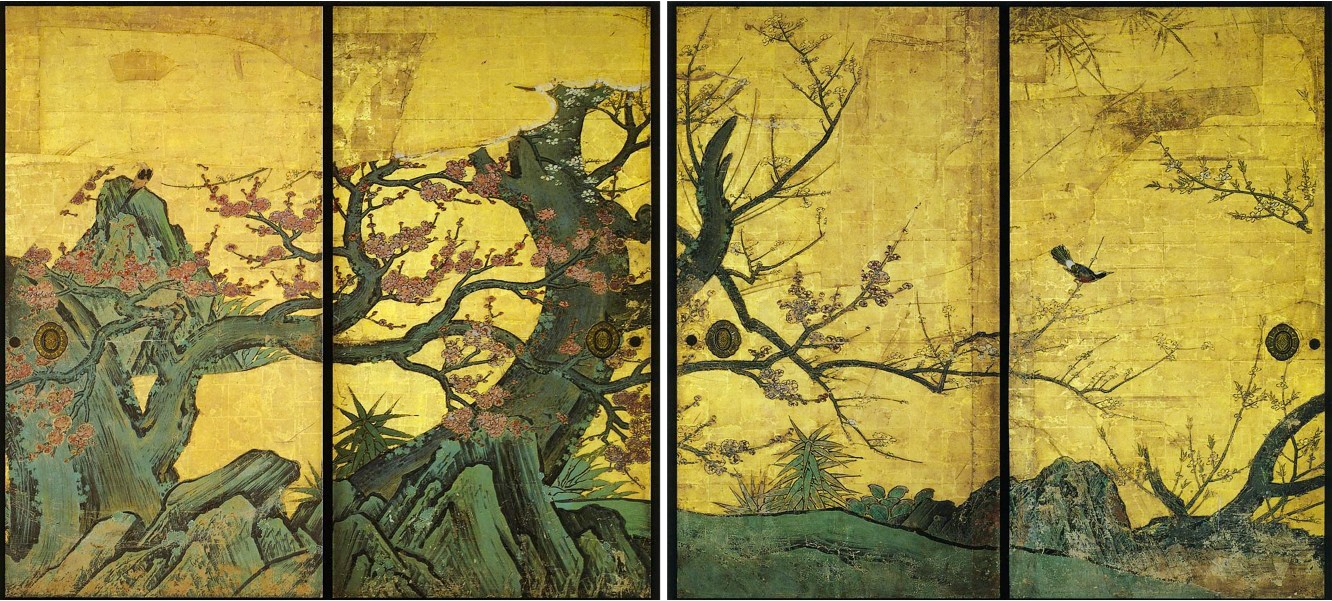
Кано Санраку. Раздвижная дверь с изображением цветущей сливы, начало 17-го века.

Японская живопись (яп. 絵画 кайга, «картина, рисунок») — один из наиболее древних и изысканных японских видов искусств, характеризуется широким разнообразием жанров и стилей. Для японской живописи, как и для литературы, характерно отведение ведущего места природе и изображение её в качестве носительницы божественного начала. Другим предметом, широко распространённым в японской живописи, является изображение сцен из повседневной жизни и тематических картин, которые часто переполнены фигурами и деталями. Эта традиция, несомненно, началась в период раннего средневековья под влиянием Китая, но со временем стала рассматриваться как часть японских традиций, которая существует и сегодня.

## История

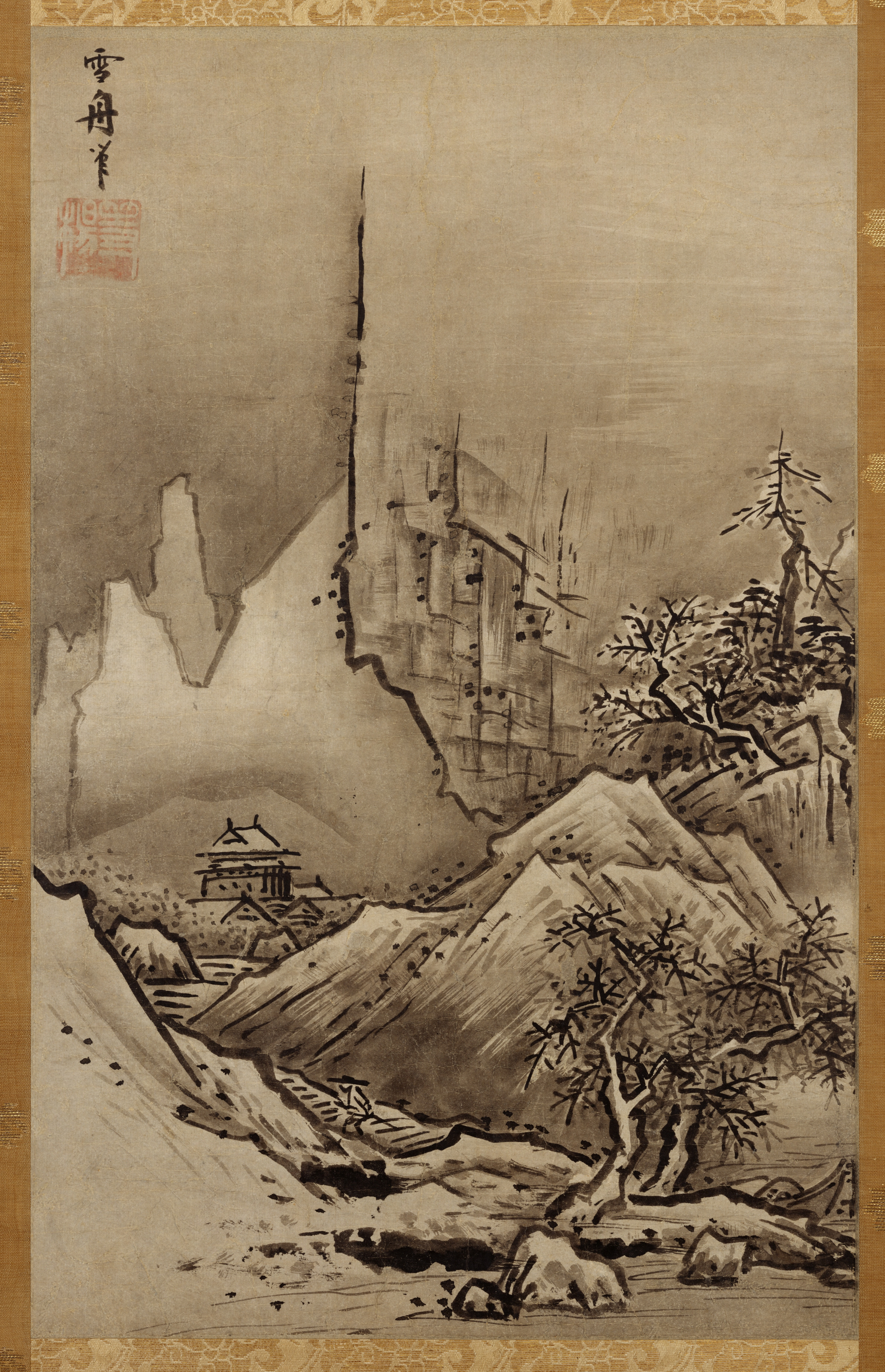
Сэссю. Зимний пейзаж. Национальный музей, Токио.

Первая живопись в Японии датируется периодом японского палеолита.

### Период Ямато
В периоды Кофун и Асука (IV — VII века) наряду с внедрением китайской письменности (иероглифы), создания государственного режима по китайскому образцу и распространения буддизма, из Китая в Японию были завезены и многие произведения искусства. После этого в Японии начали воспроизводить произведения живописи в стиле аналогичном китайскому.

### Период Нара
С дальнейшим развитием буддизма в VI и VII веке в Японии процветала религиозная живопись, используемая для украшения многочисленных храмов, возведённых аристократией, но в целом в период Нара в Японии вклад в развитие искусства и скульптуры был больше, чем в живопись. Ранние из сохранившихся картин этого периода включают росписи на внутренних стенах храма Хорю-дзи в префектуре Нара. Эти росписи включают рассказы о жизни Будды Шакьямуни.

### Период Хэйан
Начиная с X века в японской живописи выделяют направление ямато-э, картины представляют собой горизонтальные свитки, которыми иллюстрировали литературные произведения. С этого времени в Японии начинают появляться записи о наиболее талантливых художниках, в том числе Косэ Канаоке.

### Период Муромати
В XIV-XVI веках развивается стиль суми-э (монохромная живопись тушью).

### Адзути-Момояма
В резком контрасте с живописью периода Муромати выступает живопись периода Адзути-Момояма (1573—1603). Ей характерен полихромный стиль с широким использованием золотой и серебряной фольги. В то время большой известностью и престижем пользовалась школа Кано. Её основатель Эйтоку Кано занимался росписью стен потолка и раздвижных дверей для разделения комнат. Такие расписные элементы служили украшением замков и дворцов военной знати.

### Период Эдо (1603—1868)
В этот период искусство впервые обращается к темам повседневности - мир чайных домов, театра Кабуки, борцов сумо. Появление гравюры на дереве было связано с демократизацией культуры, поскольку гравюре свойственна тиражность, дешевизна и доступность. Вслед за бытовой живописью гравюра стала называться укиё-э. Развитие гравюры связано с художником Хисикава Моронобу, который изображал незамысловатые сцены из жизни обитателей чайных домов, ремесленников, совмещая на одной гравюре разнообразные не связанные между собой события. Японская гравюра в 1780-1790 гг. вступает в период расцвета. Судзуки Харанобу впервые применил приём раската, создающий переход от темного к светлому тону, варьировал толщину и фактуру линий. Он не заботился о реальной расцветке, море на его гравюрах розовое, небо песочное, трава голубая, все зависит от общего эмоционального настроя сцены.

### Период Мэйдзи
Со второй половины XIX века было отмечено разделение искусства на конкурирующие европейский и традиционный стили. Во время периода Мэйдзи Япония подверглась большим политическим и социальным изменениям в процессе европеизации и модернизации, организованной правительством. Западный стиль живописи официально продвигался правительством. Перспективные молодые художники были посланы за границу для учёбы, а иностранные художники приезжали в Японию для разработки школьной программы по искусству.
Тем не менее, после первоначального всплеска интереса к западному художественному стилю, маятник качнулся в противоположную сторону, произошло возрождение традиционного японского стиля. В 1880 году западный стиль искусства был запрещён на официальных выставках и подвергался резкой критике.

### Период  Тайсё (1912–1926)
Эпоха Тайсё приходится на краткий период времени, лежащий между ускоренной модернизацией Японии в эпоху Мэйдзи (1868–1912 гг.) и агрессивным милитаризмом первых лет эпохи Сёва (1926–1989 гг.).
Период Тайсё начался 30 июля 1912 со смертью императора Муцухито (Мэйдзи, 1852–1912 гг.) и восхождением на престол наследного принца Ёсихито (1879–1926 гг.). Девизом своего правления новый император выбрал Тайсё, что означает «Великая справедливость». Слабое здоровье вынудило его удалиться от дел в 1921 году, и принцем-регентом был провозглашён его старший сын Хирохито (1901–1989 гг.), будущий император Сёва
В то же время, новый виток получило и развитие живописи. Традиционные жанры продолжали существовать, однако испытали значительное влияние Запада. Одновременно с этим, многие молодые художники увлеклись импрессионизмом, постимпрессионизмом, кубизмом, фовизмом и другими художественными направлениями, развивающимися в западных странах.
В общем, период Тайсё можно назвать временем смешения японских и западных черт и приёмов практически во всех видах искусства и творчества.

### Период Сёва (1926–1989)
Эпоха Сёва — период в истории Японии с 25 декабря 1926 года по 7 января 1989 года, когда императором был Хирохито (1901–1989 гг.). Девизом своего правления он выбрал Сёва, что можно перевести как «Просвещённый мир».
В истории послевоенной живописи одними из самых известных художников были Окумура Тогю (1889–1990 гг.), прославившийся изображением ста видов горы Фудзи, а также Хигасияма Кайи (1908–1999 гг.), ставший известным, в частности, благодаря тому, что создал и отреставрировал стенные росписи многих японских дворцов и храмов (Императорского дворца, храма Тосёдайдзи и т. д.). В живописи на западный манер наиболее известным художником является Хаяси Такэси (1896–1975 гг.), в чьих работах можно проследить сильное влияние Сезанна, Пикассо, Модильяни.